# Чжуншань (держава)

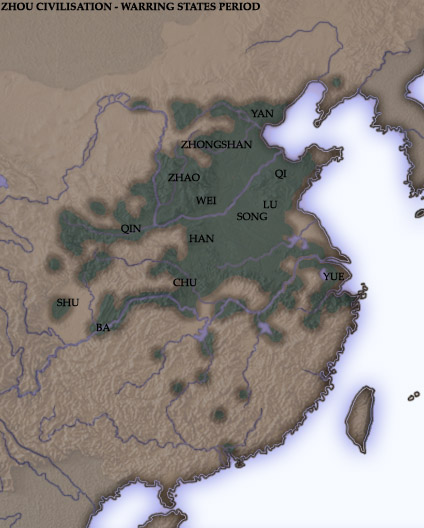
Чжуншань у період Чжаньго

Чжуншань (中山, Чжуншань-го) — невеличка держава у період Чжаньго, що існувала з VI ст. до 295 року до н. е. у центральній частині сучасної провінції Хебей.

## Історія
Цю державу було засновано некитайською народністю, так званими «білими ді» (бай ді). Прийнято вважати, що бай ді проникли в Китай приблизно у VIII ст. до н. е. і спочатку осіли в його північних і північно-західних районах (на території сучасасних провінцій Шеньсі і Шаньсі). Звідти у VI ст. до н. е. вони переселилися на північний схід, де і створили власну державу. Столиці знаходилися у містах Ліншоу та Піншань
У V ст. до н. е. царству довелося боронити свою незалежність від зазіхань царства Цзінь. Втім, завдяки допомозі царств Янь та Ці вдалося зберегти самостійність. У 414 році до н. е. пан У, володар Чжуншань, прийняв титул «гун». Проте вже з 408 року до н. е. стає васалом царства Вей. В цій якості у 341 році боролося проти царств Чжао й Ці. Зрештою у 300 році до н. е. царство Чжуншань стає васалом царства Чжао. Остаточно було ліквідовано у 295 році до н. е.
При всій неясності етнокультурних витоків «білих ді» та відносної короткочасності існування їх царства ця народність володіла самобутніми художніми традиціями, які мали значний вплив на подальший китайське мистецтво. Показово і те, що після загибелі Чжуншань-го, місцевість, в якій воно розташовувалося, протягом багатьох сторіч зберігала культурну та художню самобутність. Протягом V–IX ст. там процвітали художня обробка дорогоцінних металів (насамперед — золота), виготовлення шовку, а також знаходилися великі центри виробництва кам'яної буддійської скульптури та скупчення керамічних майстерень, де було відкрито секрет виготовлення порцеляни.

## Мистецтво
Про художні традиції Чжуншань-го стало відомо завдяки відкриттю у 1974–1978 роках двох поховальних комплексів, названих, Ліншоу 靈壽 і Піншань 平山. Комплекси складаються з 30 з гаком поховань місцевої знаті, включно двох царських усипалень (див. King Cuo of Zhongshan), датовані останньою третиною IV ст. до н. е. Ці усипальні, що мали наземну частину у вигляді грандіозного архітектурного ансамблю, засвідчували про своєрідність художніх традицій «білих ді» та розвиненість місцевого зодчества. Вони являють собою унікальний випадок, який порушує норми давньокитайської похоронної обрядовості.
Інвентар усипальниць в загальній складності складався з 19 тисячі виробів, включаючи бронзові посудини, декоровані просторовими ієрогліфічними написами, виконаними в техніці золотої інкрустації, бронзові предмети меблів і деталі прикраси інтер'єру, скульптури, а також близько 3000 виробів з каменю (нефриту, кришталю, агата та інших напівкоштовних мінералів). Більшість речей унікальні серед творів цього часу і являють собою справжні шедеври декоративно—прикладного та образотворчого мистецтва. Найбільш незвичайним серед ювелірних прикрас є два собачих нашийника, знайдених на скелетах тварин і виконаних зі шкіри з накладками золотого і срібного листа. Ці приклади ілюструють ступінь популярності дорогоцінних металів в місцевому декоративно—прикладному мистецтві і високий рівень розвитку тут ювелірної справи.
Особливий інтерес представляють декоративно—прикладні речі, що наближаються до творів образотворчого мистецтва. Серед них — бронзовий скульптурний світильник висотою 66,4 см, вагою 11,6 кг, композиція якого включає в себе фігуру людини, що, як показують й інші подібні приклади, було поширено в чжоуську епоху. Найдавнішим виробом подібного роду визнано світильник у вигляді фігури слуги, що уклінно стоїть (висота 32,7 см), яка відноситься до VII–VI ст. до н. е.
Однак найбільшою художньою своєрідністю вирізняється масляна лампа. Чжуншанський світильник являє собою ще більш складну і досконалу по виконанню композицію. У її центрі поміщається фігура чоловіка, одягненого в довгий халат з широкими рукавами, який доходить до підлоги та підперезаний широким поясом. Детально передано малюнок тканини в одязі, виконаний в техніці поліхромної інкрустації по металу із застосуванням чорного і червоного лаку, що ефектно контрастує з бронзовою поверхнею, завдяки чому річ набуває дивну декоративність. Голова скульптури окремо відлита зі срібла і вставлена в отвір верхньої частини корпусу, вона володіє такою жвавістю і художньою переконливістю, що справляє враження портрета. У цьому образі глядач бачить людину з самовдоволеним виразом обличчя, привітно усміхненим ротом, тонкими чепурними вусиками й хитро виблискуючими очками (ефект, що виникає, завдяки техніці інкрустації чорним відполірованим каменем). У лівій руці людина тримає, наче жезл, підставу лампи, яка зроблена у вигляді змії, застиглої на зразок «деревного стовбура», по якому підіймається крихітна мавпочка. Праворуч від чоловічої фігури знаходиться підстава інший (малої) лампи у формі змії, яка обвиває пень.
Не менш примітна бронзова статуетка висотою 24,6 см фантастичної істоти, що ототожнюється з драконом (лун), який представлений у своєрідному іконографічному варіанті, що включає зображення пари потужних крил. Переконливо передана поза грізного хижака, тіло якого начебто напружилося перед стрибком, паща люто вишкірилася. Аналогічним чином виконана скульптурна композиція, що служила підставою стільниці висотою 37,4 см. Вона складається з фігур 4 фантастичних істот з тулубом й крилами птаха, але довгою змієподібною шиєю і звірячою головою, увінчаною рогами. Незважаючи на фантастичність вигляду, зооморфні фігури здаються живими — зображені з розкритими крилами, витягнутою шиєю і напруженої грудною кліткою, вони немов готові злетіти. Оздоблення обох речей зроблена в техніці золотої та срібної інкрустації, яка утворює на бронзовій поверхні складні візерунки.
Скульптурні зображення дракона та зооморфних фігур в підставі стільниці, будучи повноцінними творами мистецтва, вказують на існування в царстві Чжуншань самостійної художньої традиції, яка вперше об'єднала досягнення двох основних у давньокитайському мистецтві варіантів трактування зооморфних форм — «реалістичного» і (що існував безпосередньо у руслі «анімалістичного стилю») «фантазійного» напряму. Це дозволило місцевим майстрам створити образи фантастичних істот, які володіють такою жвавістю і виразністю, вони справляють враження зображень реальних тварин.